# Pont de ferro de Peralada
El Pont de ferro de Peralada és una obra de l'arquitectura del ferro de Peralada (Alt Empordà) inclosa a l'Inventari del Patrimoni Arquitectònic de Catalunya.

## Descripció
Pont situat al costat del carrer Sota Muralla, i que porta a uns horts. És un pont amb estructura de ferro i passarel·la de planxa de ferro. El passamà és de ferro i als seus extrems trobem una voluta. Vist des del riu el pont té la forma d'un arc rebaixat.